# العلاقات الغرينادية الناوروية
العلاقات الغرينادية الناوروية هي العلاقات الثنائية التي تجمع بين غرينادا وناورو.

## مقارنة بين البلدين
هذه مقارنة عامة ومرجعية للدولتين:
| وجه المقارنة                                              | غرينادا                                | ناورو                          |
| --------------------------------------------------------- | -------------------------------------- | ------------------------------ |
| المساحة (كم2)                                             | 348                                    | 21                             |
| عدد السكان (نسمة)                                         | 107.83 ألف                             | 10.08 ألف                      |
| الكثافة السكانية (ن./كم²)                                 | 30.99 ألف                              | 48.00 ألف                      |
| العاصمة                                                   | سانت جورجز                             | ضاحية يارين                    |
| اللغة الرسمية                                             | لغة إنجليزية، إنكليزية غرنادة المولدة ‏ | اللغة الناورونية، لغة إنجليزية |
| العملة                                                    | دولار شرق الكاريبي                     | دولار أسترالي                  |
| الناتج المحلي الإجمالي (بليون دولار)                      | 1.12 مليار                             | 113.88 مليون                   |
| الناتج المحلي الإجمالي (تعادل القوة الشرائية) بليون دولار | 1.45 مليار                             | 162.98 مليون                   |
| الناتج المحلي الإجمالي الاسمي للفرد دولار أمريكي          | 9.21 ألف                               | 9.83 ألف                       |
| الناتج المحلي الإجمالي للفرد دولار أمريكي                 | 12.43 ألف                              |                                |
| مؤشر التنمية البشرية                                      | 0.750                                  |                                |
| رمز المكالمات الدولي                                      | +1473                                  | +674                           |
| رمز الإنترنت                                              | .gd                                    | .nr                            |
| المنطقة الزمنية                                           | 00                                     | ت ع م+12:00                    |

## منظمات دولية مشتركة
يشترك البلدان في عضوية مجموعة من المنظمات الدولية، منها:
| علم المنظمة | اسم المنظمة                                 | تاريخ انضمام غرينادا | تاريخ انضمام ناورو |
| ----------- | ------------------------------------------- | -------------------- | ------------------ |
|             | يونسكو                                      | 17 فبراير 1975       | 17 أكتوبر 1996     |
|             | منظمة حظر الأسلحة الكيميائية                | ?                    | ?                  |
|             | الاتحاد البريدي العالمي                     | ?                    | ?                  |
|             | منظمة الشرطة الجنائية الدولية               | ?                    | ?                  |
|             | الأمم المتحدة                               | 17 سبتمبر 1974       | 14 سبتمبر 1999     |
|             | الاتحاد الدولي للاتصالات                    | 17 نوفمبر 1981       | 10 يونيو 1969      |
|             | مجموعة دول أفريقيا والكاريبي والمحيط الهادئ | ?                    | ?                  |
|             | تحالف الدول الجزرية الصغيرة                 | ?                    | ?                  |
|             | دول الكومنولث                               | ?                    | ?                  |